# Sherry She Needs Me
«Sherry She Needs Me» (también conocida como "Sandy" o "Sandy She Needs Me") es una canción escrita en 1965 por Brian Wilson y Russ Titelman para la banda estadounidense de rock The Beach Boys. La grabación no se publicó hasta décadas más tarde en el box set Made in California. Como artista en solitario en 1998, Wilson completó la canción con cambios en las letras hechos por Carole Bayer Sager, que pasó a llamarse "She Says That She Needs Me" y se publicó en su álbum Imagination.

## Antecedentes
La canción comenzó como una de las dos colaboraciones entre Brian Wilson y Russ Titelman a mediados de la década de 1960, la otra fue "Guess I'm Dumb", que fue grabada y lanzada con éxito como solista por Glen Campbell.

## Grabación
La canción se inició durante las sesiones para el álbum Summer Days (and Summer Nights!!) de 1965. Se registraron dos versiones del instrumental con el nombre "Sandy" o "Sandy She Needs Me". Después de que se agregaron voces ásperas en uno de estos instrumentales, la pista quedó inactiva durante varios años. En algún momento de agosto de 1970, la cinta maestra se transfirió de una cinta de tres pistas a una de 16, aunque no existe evidencia de sobregrabaciones registradas en ese momento. El 21 de agosto de 1976, Brian recuperó la canción, le cambió el nombre a "Sherry She Needs Me", y sobregrabó una voz principal poco antes de las sesiones para el álbum del grupo de 1977, Love You. Según el archivista Craig Slownski, "Si bien la voz principal comienza con brusquedad, eventualmente se dispara, demostrando que incluso en 1976 Brian fue capaz de romper el falso canto del falsetto al estilo de 1965, cuando le dio la gana". abandonado una vez más después de ser considerado brevemente para su inclusión en una lista de canciones temprana para el LP para Adult Child rechazado en última instancia.
En 1978, la canción fue reescrita y grabada como "Tricia" con la voz principal de Mike Love para su álbum solista desechado First Love, y sigue sin publicarse.

## Publicaciones
Brian volvió a esta canción por última vez en 1998, cuando se completó como "She Says That She Needs Me" con letras modificadas de Carole Bayer Sager para el álbum Imagination.
En 2013, la canción fue lanzada en una forma alterada digitalmente para el box del grupo Made in California. Combinó las voces sin terminar de Brian dobladas en 1976 con voces de The Beach Boys de una toma alternativa de 1965. El compilador Mark Linett ha dicho: "Esa es una pista instrumental de 1965 con una voz de 1976. Estaban considerando terminar la canción y ponerla en el álbum Love You. Llegó tan lejos como Brian añadiendo una voz principal. Eso ha sucedido mucho cuando vuelven a una canción de hace años".

## Créditos
- Brian Wilson — voz principal, armonías y coros.

"Sherry She Needs Me"
Obtenido de las hojas de contrato de Musicians Union AFM y un audio sobreviviente de las sesiones de grabación, documentado por Craig Slowinski.
- Jimmy Bond – bajo acústico
- Roy Caton – trompeta
- Jerry Cole – guitarra de doce cuerdas
- Steve Douglas – saxofón tenor
- Steve Dvoreck – vibráfono
- Al de Lory – Baldwin clavicordio eléctrico
- Bill Green – saxofón alto
- Carol Kaye – bajo
- Jay Migliori – saxofón barítono
- Jack Nimitz – saxofón bajo
- Earl Palmer – batería, timbales
- Howard Roberts – guitarra
- Leon Russell – piano de cola
- Billy Strange – pandereta
- Carl Wilson – guitarra de doce cuerdas